# Marquinhos Xavier
Marcos Xavier Andrade (Lages, 3 de abril de 1974), mais conhecido como Marquinhos Xavier, é um ex-jogador, treinador de futsal e escritor brasileiro. Atualmente, Marquinhos é o treinador da Seleção Brasileira de Futsal.

## Carreira
Como atleta, Marquinhos teve uma carreira sem muito destaque, atuando pela equipe catarinense da ADC Colegial e pelas equipes gaúchas da Unisel e da Rochemback ASF. Iniciou sua carreira de treinador em 2005, comandando a equipe paranense do Palmas. Após não conseguir se classificar para as fases finais da Série Ouro do Campeonato Paranaense daquele ano, Marquinhos foi para a Itália e comandou a equipe do Marcianise. Em 2008, comandou a equipe do Toledo Futsal. Disputou a sua primeira Liga Nacional de Futsal em 2008, quando treinador do John Deere/Horizontina.
Em 2009, Marquinhos Xavier foi contratado pelo Copagril, onde começou a despontar para o cenário nacional. Comandou a equipe de Marechal Cândido Rondon por cinco temporadas, com 212 vitórias em 378 jogos, onde foi bicampeão da Série Ouro do Paranaense, em 2009 e 2013 e campeão da Copa dos Campeões do Paraná em 2014. Além disso, levou a equipe a ser a primeira paranaense a disputar a final da Liga Nacional de Futsal, em 2010, mas acabou sendo superada pelo Jaraguá na final; Marquinhos foi escolhido o melhor treinador da competição.
Acertou a sua ida para o Carlos Barbosa em 2014. Durante a sua passagem de cinco anos e meio conquistou dez títulos, sendo estes: Liga Nacional de Futsal, em 2015, onde também foi escolhido o melhor treinador da competição; Taça Brasil de Futsal de 2016; Copa Libertadores de Futsal de 2017, 2018 e 2019; Supercopa do Brasil de Futsal de 2017; Copa Cataratas de Futsal de 2015; Campeonato Gaúcho de Futsal de 2015; Liga Gaúcha de Futsal de 2018 e Copa Três Coroas de Futsal de 2018. Deixou a equipe após a eliminação nas quartas-de-final da Liga Nacional de Futsal de 2019 para o Pato Futsal com 380 jogos e 247 vitórias.
Ao mesmo tempo em que treinava a ACBF, em 2017, Marquinhos Xavier recebeu o convite para ser treinador da Seleção Brasileira de Futsal. Com a Seleção, Marquinhos foi campeão do Grand Prix de Futsal de 2018, após derrotar a República Checa na final por 4-2. Além disso, Marquinhos esteve a frente das conquistas da Liga Sul-Americana de Futsal de 2017 e 2018. Foireinador brasileiro na Copa do Mundo de Futsal de 2021. Neste mundial a seleção brasileira ficou em terceiro lugar.
Copa do Mundo de futsal 2024
Marquinhos foi indicado no Futsal Awards a concorrer a categoria de Melhor Treinador do Mundo em quatro oportunidades, sendo três por clubes (2015, 2017 e 2018) e uma por seleções (2019), onde ficou na segunda posição.
Como escritor, Marquinhos publicou diversos livros na área do futsal, focado em professores de educação física e treinadores da modalidade, além de promover palestras a respeito da sua metodologia de treinamento.